# Dorfkirche Lüssow

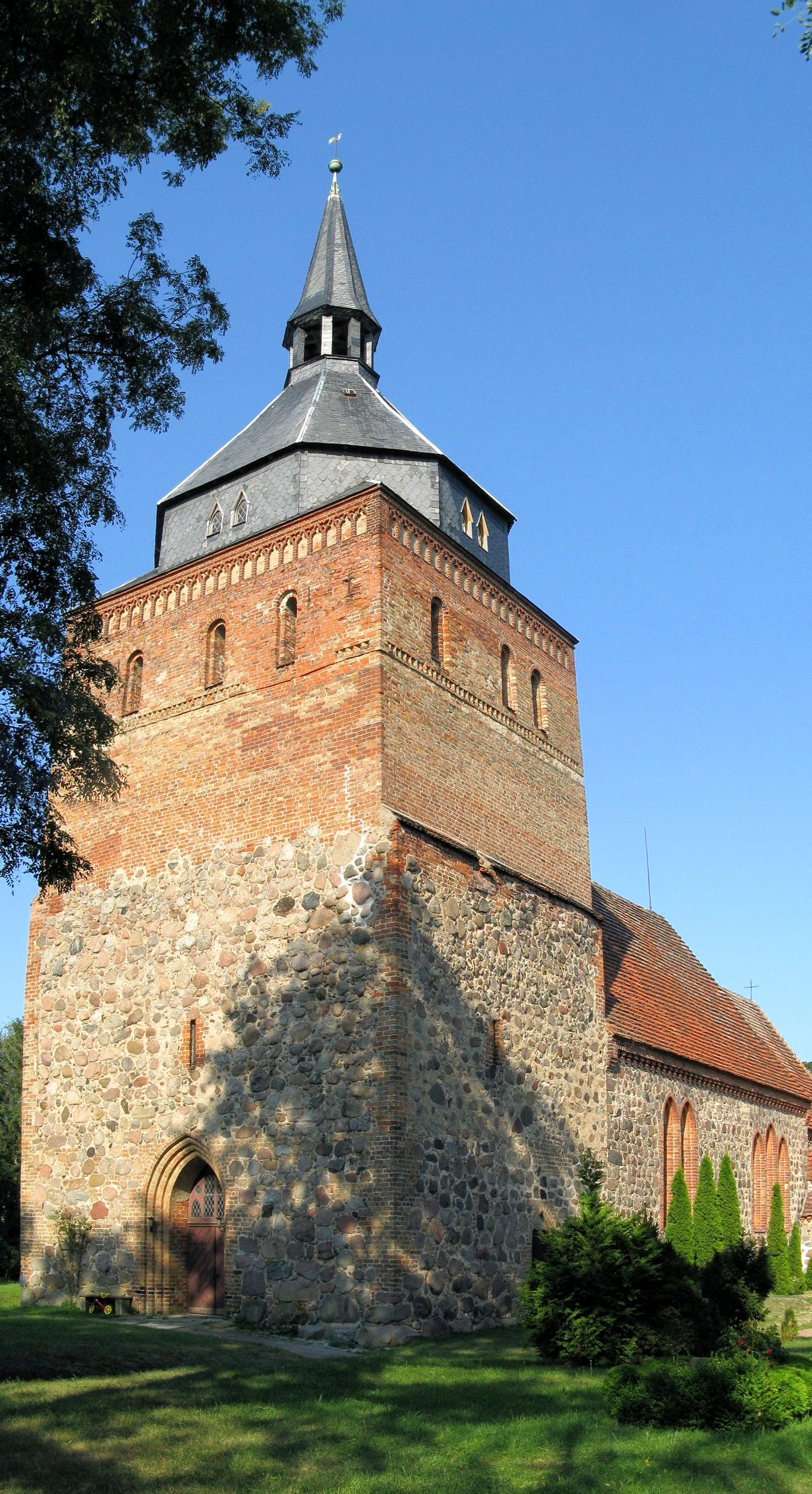
Dorfkirche in Lüssow

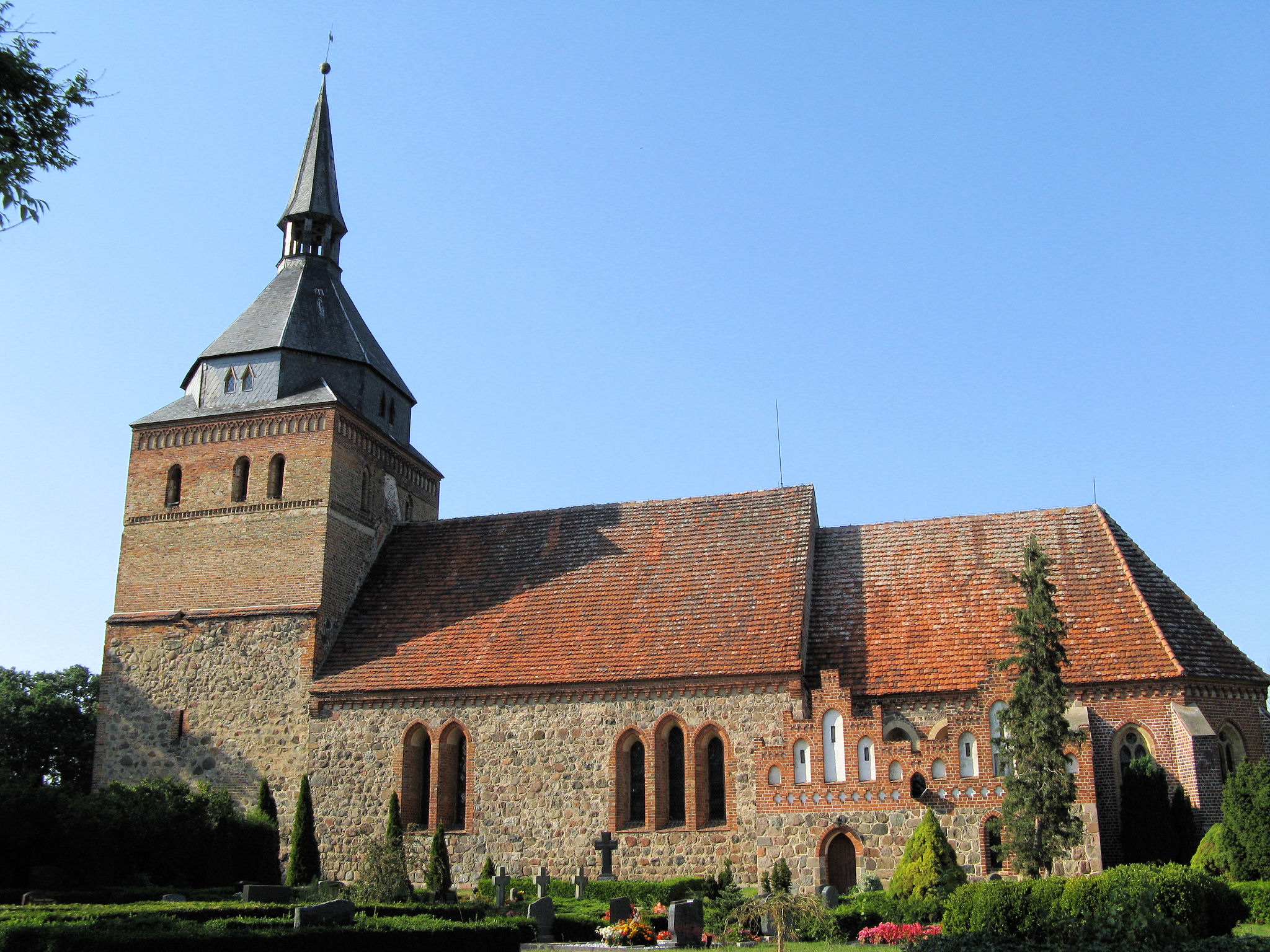
Südansicht

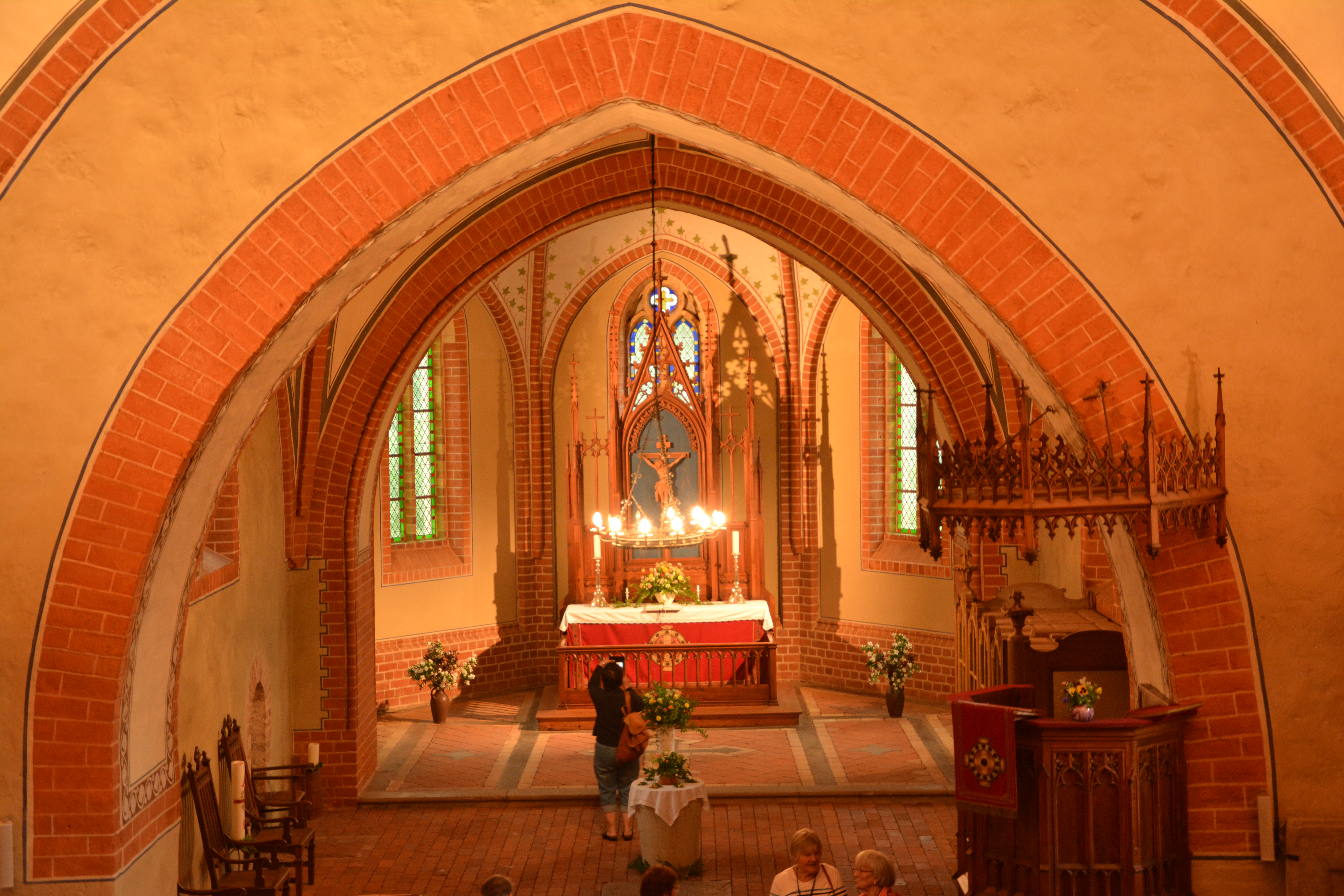
Innenansicht

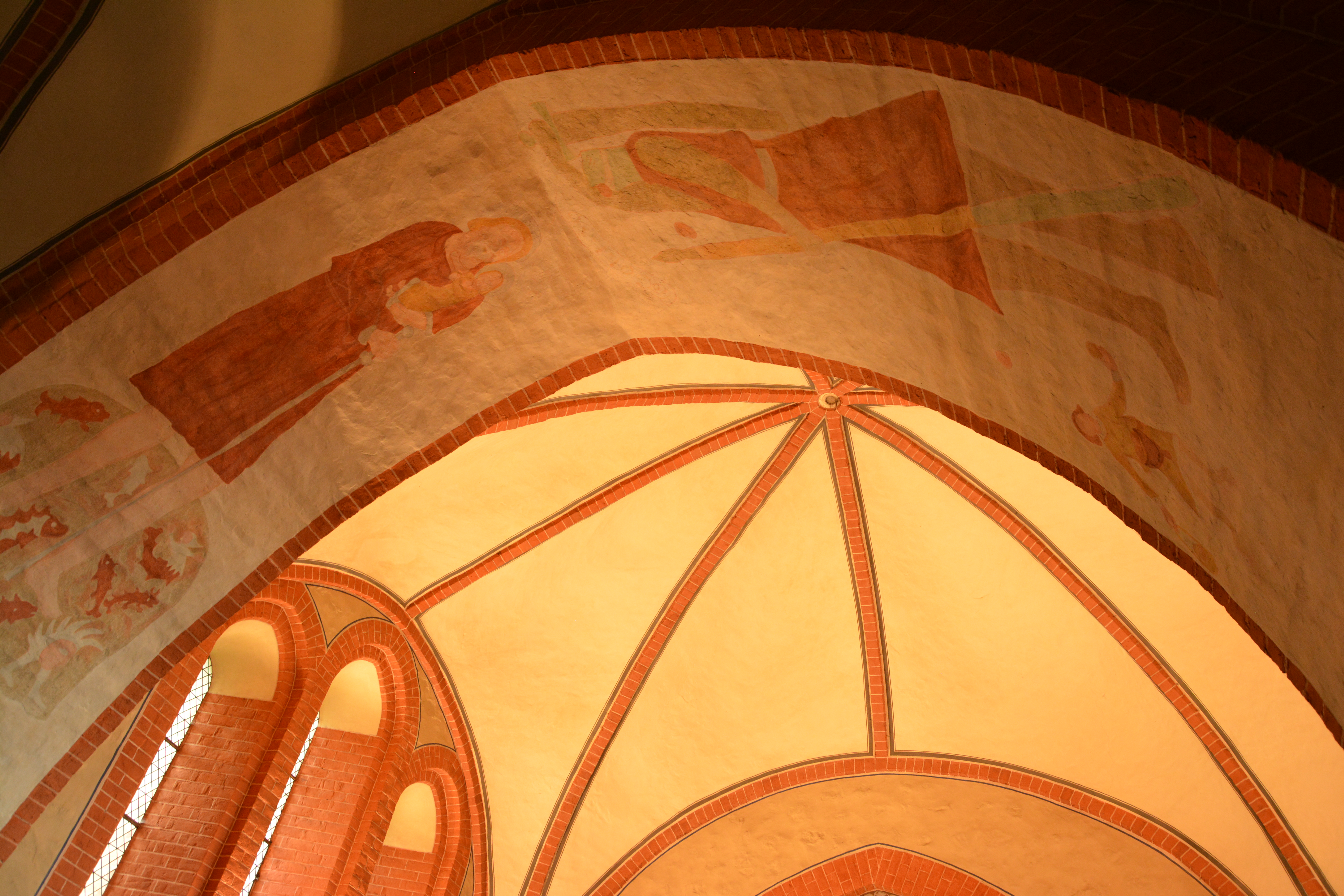
Wandmalereien (links (Nordseite): hl. Christopherus mit dem Jesuskind, rechts (Südseite): David und Goliath)

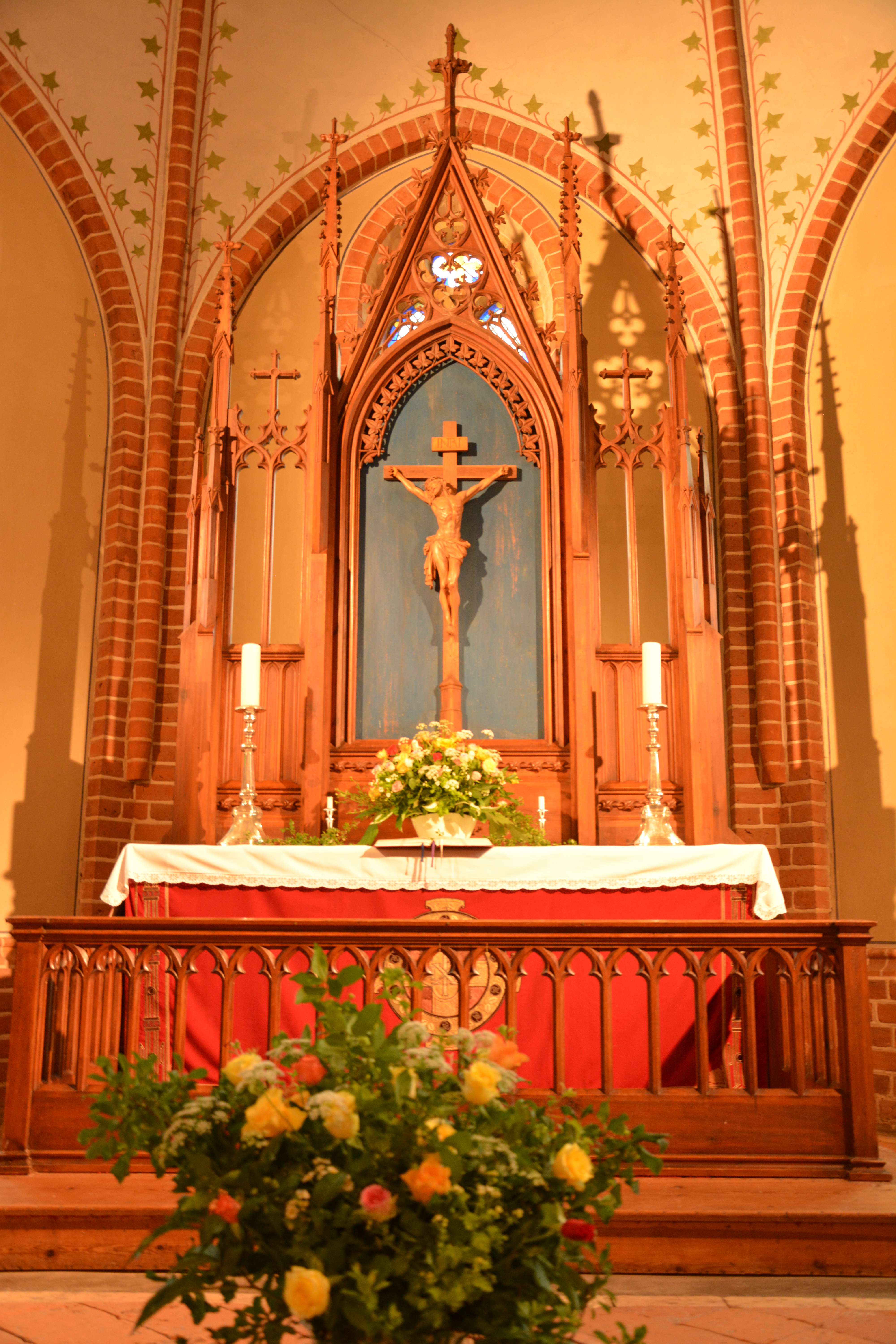
Altar

Die Dorfkirche Lüssow ist ein Kirchengebäude in Lüssow im Landkreis Rostock. Die Evangelisch-Lutherische Kirchengemeinde Lüssow gehört zur Propstei Rostock, Kirchenkreis Mecklenburg der Evangelisch-Lutherischen Kirche in Norddeutschland.
An der Lüssower Dorfkirche war Joachim Gauck von 1967 bis 1970 als Pfarrer tätig.

## Geschichte
In der Mitte des 13. Jahrhunderts wurde der Chor mit gerader Ostwand und das Kirchenschiff gebaut. Im 15. Jahrhundert erfolgte der Bau des Turms. 1819 vernichtete ein Blitzschlag die Turmspitze und der Turm brannte völlig aus. Den Schaden wurde provisorisch mit dem Aufsetzen eines Pultdachs behoben. Von 1866 bis 1870 erfolgte eine umfassende Rekonstruktion, die das Erscheinungsbild der Kirche im Wesentlichen bis heute bestimmt.
Dabei wurde die heutige Turmspitze nach dem Vorbild der Güstrower Pfarrkirche gestaltet und mit landesuntypischen Schieferschindeln gedeckt. Die Ostwand des Chores wurde abgebrochen und ein aus Ziegelmauerwerk bestehender achteckiger neugotischer Chorschluss angesetzt. Außerdem wurde der wahrscheinlich im Zuge der Reformation durchgebrochene, in das erste Schiff führende Südeingang wieder vermauert – noch heute am Außenmauerwerk gut zu erkennen. Nach Lisch hatte die Ostwand des Chores ursprünglich ein ähnliches Aussehen wie die heute noch erhaltene der Dorfkirche Hohen Sprenz: drei schmale, eng nebeneinander liegende Fenster, mit einem weiß abgesetzten Blendkreuz im Giebeldreieck darüber. Die farbliche Innengestaltung erfolgte im Zeitgeschmack, die den konstruktiven Aufbau betonte: Wand- und Gewölbeflächen wurden weiß getüncht, Gewölberippen sowie Leibungen und Einfassungen der Fenster und Gurtbögen ziegelrot mit weißer Markierung der Fugen. Dabei wurden im Schiff Reste der aus dem 13. Jahrhundert stammenden Wandmalereien übermalt. Hierbei handelte es sich um bis in Fensterhöhe reichende gemalte Teppiche mit Szenen aus der biblischen und Heiligengeschichte. Die Gewölberippen waren ursprünglich weiß mit rotbrauner Bemalung, wobei jede Rippe ein anderes Muster trug. Reste der mittelalterlichen Ausmalung wurden im westlichen Gurtbogen im Schiff freigelegt, sie stellen auf der Südseite David und Goliath, auf der Nordseite Christophorus dar.

## Baubeschreibung
Die Kirche ist eine große, überwiegend aus Feldsteinen errichtete, einschiffige Saalkirche im Übergangsstil zwischen Romanik und Gotik. Der Baukörper besteht aus einem gedrungenen Turm mit quadratischem Grundriss in der Breite des Schiffes, dem zweijochigen Kirchenschiff, dem etwas schmaleren Chor, einem achteckigen Chorschluss, sowie mehreren kleineren Anbauten. Das Außenmauerwerk von Chor und Schiff besteht bis auf die Fenstereinfassungen aus ca. 30 bis 40 cm großen, an den Außenflächen glatt behauenen Feldsteinen in erkennbar geschichteten Lagen, Zwischenräume sind mit kleineren Feldsteinen ausgefüllt. Deutlich weniger Struktur zeigt das Außenmauerwerk des später entstandenen Turmes. Hier wurden Feldsteine unterschiedlicher Größe, größtenteils ohne erkennbare Lagen verwendet. Chor und Schiff sind mit achtrippigen westfälischen Kuppelgewölben gedeckt. Die Trennung zwischen den einzelnen Gewölbejochen bilden kräftige, etwa 1,20 Meter breite gotische Gurtbögen. Die zum Teil unregelmäßig und unsymmetrisch verlaufenden Rippen des Chorgewölbes enden oben in einem Ring von etwa einem Meter Durchmesser. Die vier Diagonalrippen des Chorgewölbes sitzen je auf einer eigenwillig geformten, einen Kopf mit Mütze oder Krone darstellenden Konsole.

## Inneneinrichtung
Im Fußboden des Chores und des Schiffes sind mehrere Grabplatten eingelassen. Die älteste trägt die Jahreszahl 1386, das Jahr, in dem „Johannes von Warnemünde“ wahrscheinlich Priester in Lüssow wurde. Altar, Taufbecken, Kanzel, das Gestühl im Schiff, Empore und Orgel stammen aus dem 19. Jahrhundert. Die Orgel ist ein Werk von Friedrich Wilhelm Winzer aus dem Jahr 1871 mit neun Registern und einer Transmission auf zwei Manualen und Pedal.